# 藤山直美
藤山 直美（ふじやま なおみ、本名：稲垣 直子（いながき なおこ）、1958年〈昭和33年〉12月28日 - ）は、日本の女優。大阪府大阪市生まれ、京都府京都市山科区（当時は東山区山科）出身。京都女子高等学校卒業。
父は喜劇役者の藤山寛美、甥は俳優の藤山扇治郎。

## 来歴・人物
実父は喜劇俳優で松竹新喜劇で活躍した藤山寛美。母は祇園出身で都をどりに出ていた。大阪市西区の日本生命病院で藤山家三女として生れる。
南堀江で育ち、3歳頃に当時の新町に引越す。父の借金の都合で、母の里の山科に引越し小学校1年2学期から京都市立安朱小学校で学ぶ。「山科の人間」と自覚している。5人姉妹の中で唯一父と同じ道を歩み、以後舞台を中心に活躍する。1964年1月、父が主役を務めた、NHKのテレビ番組『お好み新喜劇・初代桂春団治』でデビュー。小学校に入学する前には子役として吉本新喜劇の舞台に立つこともあったという。90年代からはドラマでは岸部一徳と共演することが多く、特に恋仲の役になる事が多い。他にも中村勘三郎、波乃久里子、柄本明らと共演することが多い。
1992年、『おんなは度胸』での名脇役ぶりで全国区になった。
ドラマ新銀河で放送された『この指止まれ!!』シリーズでも主演。
2000年公開の映画『顔』では主人公を演じ、毎日映画コンクールをはじめとする映画賞を数多く受賞した。
『志村けんのバカ殿様』にバカ殿の妹として出演したことがある。
2006年下半期放送のNHK朝の連続テレビ小説『芋たこなんきん』では、ヒロイン（主役）の花岡町子を演じた。『おしん』でヒロインの老後を演じた乙羽信子のようなケースを除くと、史上最年長の朝ドラヒロインである。このドラマ出演を機に『第57回NHK紅白歌合戦』の審査員を務める。
2007年には吉本新喜劇『コヤブ新喜劇 〜座長になって1年たちましたスペシャル〜』にシークレットゲストとして出演。旧来より松竹新喜劇とライバル関係にあった吉本の舞台に異例の出演を果たした。その後2014年には松竹製作の舞台『笑う門には福来たる ～女興行師 吉本せい～』で、吉本興業の創始者である吉本せい役を演じている。
2012年初演の『ええから加減』で大阪の女漫才師役を好演し、共演の高畑淳子とともに第38回菊田一夫演劇賞演劇大賞を受賞。同作での演技が目に留まり、2014年5月9日、11月に森光子の三回忌が明けることを受け、2015年6月にシアタークリエで『放浪記』に次ぐ森の代表作でミスワカナの生涯を描いた『おもろい女』が9年ぶりに直美の主演で復活、1か月間上演された。森は生前に「肉体的にもっともきつい作品」と話し、2006年の公演が最後となったが、一方で「いい脚本だから、残してほしい」とかねてから希望していた事もあり、東宝が再演を決めたものである。『おもろい女』は元々NHKで1965年9月18日に単発ドラマとして放送されたテレビ版がオリジナルで、この時の森の相手役（玉松一郎役）こそ直美の父・寛美であり、直美もこの時、中国人孤児役で出演していたなど、浅からぬ因縁がある。3年ぶりとなる2018年10月から12月にかけての再演では平成30年度（第73回）文化庁芸術祭の演劇部門にて大賞を、また第69回芸術選奨文部科学大臣賞を演劇部門にて受賞した。
2017年2月17日癌で同年3月18日 - 26日の中日劇場「おもろい女」の公演中止発表。
2020年、春の叙勲で紫綬褒章受章。

## エピソード
過去には女性誌でやしきたかじんと結婚以上の仲であると報道されたことがある（結婚などの事実はないが、実際、たかじんの大ファンであり、舞台でもよくたかじんの歌を歌うほど）。たかじんの生前には特番などで共演したり、プライベートでも12時間以上の長電話をするなどしていた。
プロ野球では大の王貞治ファンとして知られ、著名人ではおすぎ・草野マサムネと並ぶ福岡ソフトバンクホークスファンである（そのためか、近年福岡放送の人気ローカル番組『ナイトシャッフル』にイレギュラー参加している）。2003年、小久保裕紀選手が怪我をした折には「私が代りにサードを守る」と発言。2005年11月、MBS『ちちんぷいぷい』にゲスト出演した時には、司会の角淳一に「今、一番関心のあることは?」と聞かれ、「城島選手のFA問題」と答えた。ヤフードームだけではなく、できる限りビジターの応援にも駆けつけるという。
沢田研二の熱狂的なファンであり、「あれほどセクシーさを感じた男性はいない」と評している。後年、沢田とは舞台版『夫婦善哉』（原作：織田作之助）、『桂春団治』（原作：長谷川幸延）で共演している。
『ビーバップハイヒール』の大ファンで、毎回放送後、ハイヒールモモコに感想メールが送られてくるらしい。
國村隼とは複数の作品で共演している。

## 主な出演作

### 舞台
- 桂春団治
- 夫婦善哉
- 浅草パラダイス
- ヨイショ!の神様
- 寝取られ宗介
- 妻をめとらば〜晶子と鉄幹〜（2007年8月）
- 冬のひまわり（2007年11月 - 12月）
- わらしべ夫婦双六旅（2008年2月、新橋演舞場）
- 元禄めおと合戦-光琳と多代-
- 清&直美 気になるふたり（2010年12月、新橋演舞場）
- ペテン・ザ・ペテン（2011年2月、新橋演舞場）
- ええから加減（2012年7月、シアタークリエ）
- おもろい女（2015年6月、シアタークリエ）
- おたふく物語（2016年9月、明治座） - おしず 役 [16]
- 笑う門には福来たる 〜女興行師 吉本せい〜（2016年11月、大阪松竹座） - 吉本せい 役[17]
- おもろい女（2018年10月 - 12月、シアタークリエ ほか）[10]
- 喜劇 道頓堀ものがたり（2019年10月 - 11月、南座）
- 祇園小唄 大阪ぎらい物語（錦秋喜劇特別公演）（2023年10月、南座）
- 新歌舞伎座開場65周年記念 前川清 藤山直美（2024年6月、新歌舞伎座）[18]
- 石井ふく子 白寿記念公演 かたき同志（2025年8月 - 9月、新歌舞伎座）[19]

### テレビ番組

#### ドラマ
- 初代 桂春団治（1964年、NHK大阪）
- おもろい女（NHK総合、1965年） - 中国人孤児 役
- ブラザー劇場『コメットさん』 第11話「ふしぎなふしぎな女の子」（TBS、1967年） - トンコ 役
- カツドウ屋一代（毎日放送制作・NETテレビ、1968年）
- がめつい奴（関西テレビ、1970年）
- すいーとぽてと（毎日放送、1971年 - 1972年） - 青木糸 役
- 気まぐれ本格派 第10話「妹十八今ごろハシカ」（日本テレビ、1977年）
- 銀河テレビ小説 『欲しがりません勝つまでは』（NHK総合、1979年） - 主演：武田トキコ 役（モデル：田辺聖子）
- 女商一代 やらいでか!（東海テレビ、1981年） - 主演：ほき 役
- なにわの源蔵事件帳（NHK総合、1981年） - 千賀 役
- 必殺渡し人（朝日放送、1983年） - お直 役
- 連続テレビ小説（NHK総合）
  - 『心はいつもラムネ色』（1984年） - 菜の花蝶々 役
  - 『純ちゃんの応援歌』（1988年） - 牛山もも 役
  - 『おんなは度胸』（1992年） - 花村達子 役
  - 『ふたりっ子』（1996年） - 看護婦 役
  - 『オードリー』（2000年） - 宮本（久保）君江 役
  - 『芋たこなんきん』（2006年10月2日 - 2007年3月31日） - 主演 : 花岡町子 役（モデル：田辺聖子）
- 水曜ドラマスペシャル 『棄てられた女』（TBS、1985年）
- ドラマ新銀河（NHK総合）
  - 『大阪で生まれた女やさかい』（1994年） - 主演：銭村美里 役
  - 『この指とまれ!!』（1995年） - 主演：大熊すみれ 役
  - 『この指とまれ2』（1997年） - 主演：大熊すみれ 役
- NHKハイビジョンドラマ『われ晩節を汚さず〜新夫婦善哉〜』（NHK BShi） - 松本浜 役
- 新春ワイド時代劇 『忠臣蔵〜決断の時』（テレビ東京、2003年1月2日） - とく 役
- 夏子と天才詐欺師たち（朝日放送、2010年8月14日） - 主演：鏑木夏子 役
- 金曜プレステージスペシャルドラマ 『鬼女』（フジテレビ、2013年6月28日） - 主演：三崎真由美 役
- ドラマ特別企画 『居酒屋もへじ3 -嵐の恋-』（TBS、2014年8月4日） - 西川美香 役
- 秋のドラマ特別企画 『最強のオンナ』（毎日放送、2014年10月5日） - 主演：福田みどり 役
- 新春ドラマ特別企画 『最強のオヤコ』（毎日放送、2016年1月10日） - 主演：みどり 役[20]
- テレビ東京開局55周年特別企画 新春ドラマスペシャル『最後のオンナ』（テレビ東京、2020年1月6日） - 主演：山田美奈子 役

#### その他
- ナイトシャッフル（福岡放送） - 年数回イレギュラー出演
- てれび絵本「かぁちゃん怪獣」（NHK Eテレ） - 朗読
- 第57回NHK紅白歌合戦（NHK総合・ラジオ第1） - 審査員
- やしきたかじんプロデュース（テレビ大阪）
- あどりぶランド（毎日放送） - ゲスト
- なまみつ（毎日放送）
- めちゃ×2イケてるッ!（フジテレビ）- 「やべっち寿司」コーナー出演
- さんまのまんま（2012年、関西テレビ）
- SWITCHインタビュー 達人達（2016年、NHK Eテレ）（香川照之と対談）
- ごぶごぶ（2018年9月4日・11日、毎日放送） - 相方（ゲスト）
- 相席食堂（2020年、ABCテレビ） - 旅人

### 映画
- 忍者狩り（1964年、東映）
- 冷飯とおさんとちゃん（1965年、東映）
- 座頭市地獄旅（1965年、大映）
- 兄弟仁義 関東命知らず（1967年、東映）
- 櫂 (1985年、東映）
- 顔（2000年、東京テアトル）
- ゴジラ×メカゴジラ（2002年、東宝） - 品川の患者 役[1]
- ゲロッパ!（2003年、シネカノン）
- やじきた道中 てれすこ（2007年、松竹）
- 団地（2016年） - 主演・山下ヒナ子 役[21]

## 受賞歴・栄典
- 1997年 第47回芸術選奨新人賞大衆芸能部門
- 2000年 第74回キネマ旬報ベスト・テン主演女優賞、第25回報知映画賞最優秀主演女優賞、第10回東京スポーツ映画大賞主演女優賞（『顔』）
- 2001年 第55回毎日映画コンクール女優主演賞[22]、第22回ヨコハマ映画祭主演女優賞（『顔』）
- 2013年 第38回菊田一夫演劇賞演劇大賞（『ええから加減』、高畑淳子とともに受賞）[5]
- 2016年 第19回上海国際映画祭最優秀女優賞（『団地』）[23]
- 2018年 第73回文化庁芸術祭演劇部門大賞（『おもろい女』）[11]
- 2019年 第26回読売演劇大賞優秀女優賞（『おもろい女』）[24]、第69回芸術選奨文部科学大臣賞演劇部門（『おもろい女』）[25]
- 2020年 紫綬褒章[14][15]
- 2021年 京都府文化賞功労賞

## 著書
- 『わたし、へんでしょ?』（2002年8月、バウハウス） ISBN 978-4894619067